# Spaniocentra purgata
Spaniocentra purgata är en fjärilsart som beskrevs av Louis Beethoven Prout 1937. Spaniocentra purgata ingår i släktet Spaniocentra och familjen mätare. Inga underarter finns listade i Catalogue of Life.